# Partenon (Nashville)

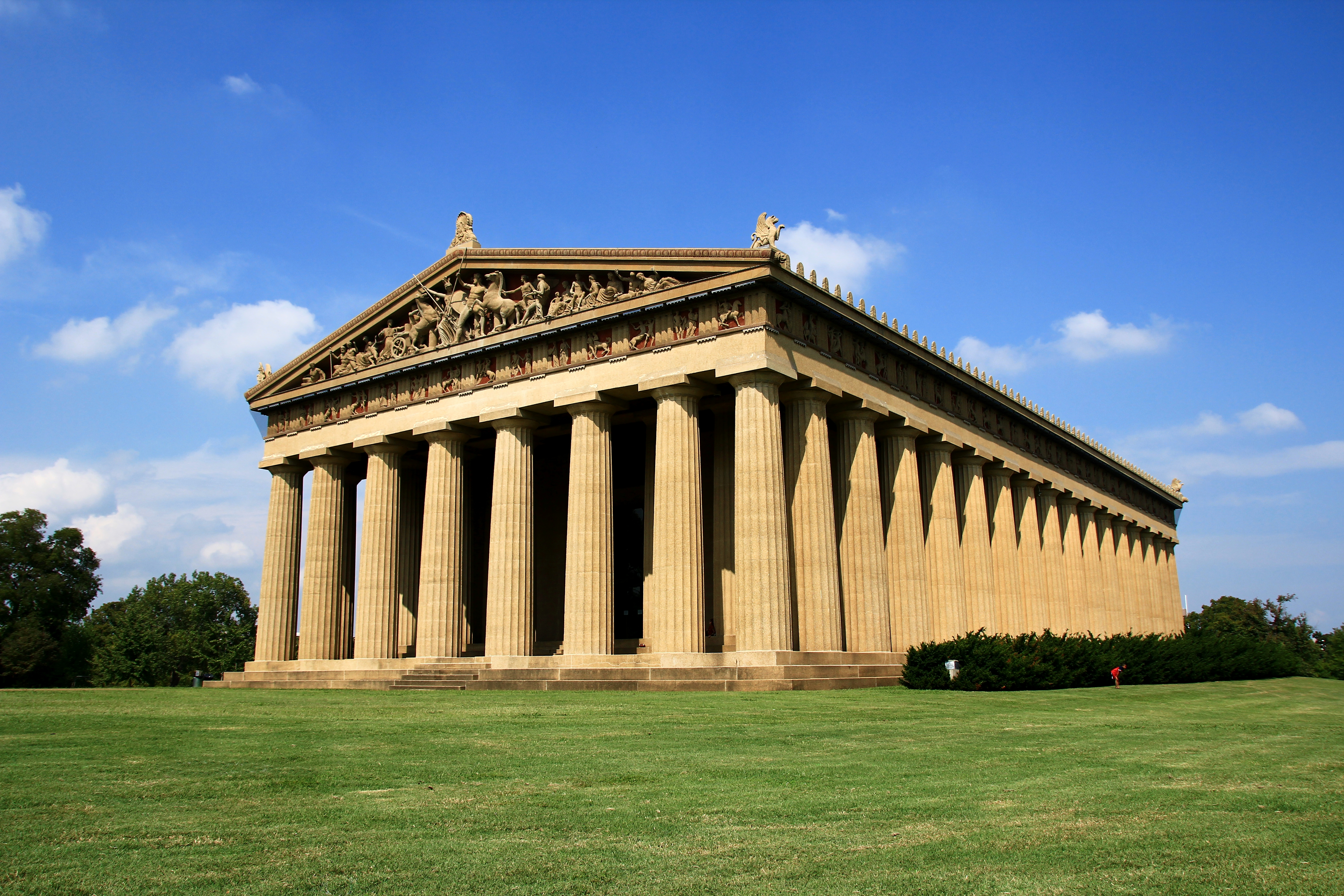
O Partenon de Nashville.

O Partenon no Centennial Park, em Nashville, Tennessee, Estados Unidos, é uma réplica em escala real do Partenon original em Atenas, na Grécia. Foi projetado pelo veterano confederado William Crawford Smith e construído em 1897 como parte da Exposição do Centenário do Tennessee.
Atualmente, o Partenon, que funciona como um museu de arte, é a peça central do Centennial Park, um grande parque público a oeste do centro de Nashville. A recriação de Alan LeQuire em 1990 da estátua de Athena Parthenos é o foco do Partenon, assim como era na Grécia antiga. A estátua de Athena Parthenos dentro é uma reconstrução da original há muito perdida a cuidadosas normas acadêmicas: ela tem uma couraça e um capacete, carrega um escudo em seu braço esquerdo e uma pequena estátua de 1,8 m de altura da deusa Nice (ou Vitória) na palma da mão direita. Ela tem 13 m de altura, é ornamentada com mais de 3,6 kg de folhas de ouro e tem uma serpente igualmente colossal entre ela e seu escudo.
Desde que o edifício foi completo e suas decorações foram policromadas (pintadas em cores), tão próxima do original quanto possível, esta réplica do Partenon original serve como um monumento para o que é considerado o auge da arquitetura clássica. As réplicas de gesso dos Mármores do Partenon encontradas na nau (a sala leste do salão principal) são moldes diretos das esculturas originais que adornavam os frontões do Partenon Ateniense, datando de 438 aC. Os originais sobreviventes estão alojados no Museu Britânico em Londres e no Museu da Acrópole em Atenas.